# Florin Cioabă
Florin Tănase Cioabă (Târgu Cărbunești, 17 de noviembre de 1954 - Antalya, Turquía; 18 de agosto de 2013) fue un ministro pentecostal rumano de etnia romaní. Tras la muerte de su padre Ion Cioabă el 23 de febrero de 1997 por infarto de miocardio, Florin se autoproclamó «rey de los gitanos en todas partes» en una ceremonia celebrada en una congregación pentecostal en Estados Unidos.
Murió el 18 de agosto de 2013, de un paro cardíaco en la Universidad del Mediterráneo en 
Antalya (Turquía), a la edad de 58 años. Fue sucedido como «rey de los gitanos» por su hijo Dorin Cioabă.